# No Matter What (canción de Badfinger)
«No Matter What» es una canción compuesta por el guitarrista, pianista y cantante Pete Ham y grabada por el grupo de rock Badfinger para el álbum No Dice publicado por Apple Records en 1970.

## Historia
Pete Ham, guitarrista, pianista y cantante de Badfinger, compuso «No Matter What» durante el período que grababan demos producidos por Mal Evans, quien había sido asistente de The Beatles. Sin embargo, Evans fue reemplazado por Geoff Emerick, quien había sido asistente de grabación de George Martin en los álbumes del grupo de Liverpool. Precisamente, Badfinger regrabó «No Matter What» con la producción de Emerick para incluirlo en No Dice, empleando un estilo similar a las canciones compuestas por John Lennon y Paul McCartney. A su vez, Apple Records decidió editar dicha canción en formato de single junto con «Better Days» como cara B. «No Matter What» se convirtió en el segundo éxito del grupo, después de «Come and Get It» (compuesto y producido por Paul McCartney), ya que fue Top 10 en los Estados Unidos y el Reino Unido, llegando al puesto 8 en la lista de Billboard y al puesto 5, respectivamente.

## Personal
- Pete Ham: Guitarras, voces y compositor.
- Tom Evans: Bajo y voces.
- Mike Gibbins: Batería.
- Joey Molland: Guitarra y voces.
- Geoff Emerick: Productor.

## Apariciones en series y películas
- En 1995, «No Matter What» fue incluido en el documental televisivo The Beatles Anthology y en la película Now and Then (Amigas para siempre), dirigida por Lesli Linka Glatter y protagonizada por Christina Ricci y Demi Moore.
- En 1999, el sencillo fue incluido en el film Outside Providence, dirigido por Michael Corrente y protagonizado por Alec Baldwin.
- En 2003, «No Matter What» apareció en la película The In-Laws, dirigida por Andrew Fleming y protagonizada por Albert Brooks y Michael Douglas.
- En 2014, la canción fue incluida en el film Horrible Bosses 2, dirigido por Sean Anders y protagonizado por Jason Bateman.

## Versiones
Lillian Axe publicó una versión en 1992 que incluyó el su álbum Poetic Justice.
La banda británica de rock Def Leppard publicó su versión como sencillo en 2005 e incluyó el tema en los álbumes Rock of Ages: The Definitive Collection (2005) y Yeah! (2006).